# Поход Нахля
Поход Нахля (араб.  سرية نخلة‎) — седьмой рейд мединских мусульман на мекканский караван и первый успешный рейд против мекканцев. В декабре 623 года исламский пророк Мухаммед послал своего двоюродного брата Абдуллаха ибн Джахша в Нахля с отрядом из 12 человек с шестью верблюдами. Абдуллах взял с собой Абу Хузайфу ибн Утбу, Укашу ибн Михсана, Утбу ибн Газвана, Саада ибн Абу Ваккаса, Амира ибн Рабиа, Вакида ибн Абдуллаха и Халид ибн аль-Букайра. Уккаш ибн Михсан был остриг голову для того, чтобы курайшиты подумали, что он совершает малый хадж (умра). В то время как курайшиты были заняты приготовлением пищи, мусульмане напали и в краткосрочном сражении Вакид ибн Абдуллах выстрелом стрелы убил лидера курайшитского каравана. Мусульмане взяли в плен Усмана ибн Абдуллаха и аль-Хакама ибн Кайсана. Абдуллах ибн Джахш вернулся в Медину с добычей и с двумя пленными курайшитами, намереваясь отдать одну пятую часть добычи Мухаммаду.
Узнав, что отряд Абдуллах ибн Джахш напал на караван в священный для арабов месяц и без его разрешения, пророк Мухаммад пришёл в ярость. Курайшиты, в свою очередь, воспользовались возможностью обвинять мусульман в нарушении обычаев, сказав: «Мухаммад пролил кровь, сделав запретный месяц (харам) дозволенным (халяль). Он взял пленников и насильно присвоил добро». Пророк Мухаммад не знал, что делать, пока ему не были ниспослан 217 аят суры Аль-Бакара:

Они спрашивают тебя [дозволено ли,] сражаться [с мекканскими многобожниками] в запретный месяц. Отвечай: «Сражаться в запретный месяц — великий грех. Однако совращать с пути Аллаха, не пускать в Запретную мечеть, неверие в Него и изгнание молящихся из неё (то есть из Запретной мечети) — ещё больший грех перед Аллахом, ибо многобожие — грех больший, чем убиение. Они не перестанут сражаться с вами, пока не отвратят вас от вашей религии, если только смогут. А если кто из вас отвратится от своей веры и умрет неверным, то тщетны деяния таких людей в этой жизни и в будущей. Они — обитатели ада и пребудут в нём навеки»
—  2:217 (Османов)
После ниспослания этого аята Абдуллах ибн Джахш и его товарищи спросили у пророка Мухаммада: «О Посланник Аллаха! Будет ли нам дано такое же воздаяние, что и муджахидам?» и тогда был ниспослан следующий аят: «Воистину, те, которые уверовали, переселились [в Медину из Мекки] и явили рвение на пути Аллаха, уповают на милость Аллаха. А ведь Аллах — прощающий и милосердный». Так как нападение было совершено во время священного месяца, Мухаммад отказался взять свою долю от добычи, освободил пленных и выплатил компенсацию родственникам убитого. Вскоре после его освобождения, аль-Хакам ибн Кайсан принял ислам.